# Eugeniusz Stacha
Eugeniusz Stacha (ur. 5 grudnia 1956) – polski lekkoatleta, specjalizujący się w biegach długodystansowych.
Rekordzista Polski juniorów w biegu na 10 000 m (29:15,2 – Warszawa 1975).

## Osiągnięcia
- Mistrzostwa Polski seniorów w lekkoatletyce (5 medali)[2]
  - Poznań 1979
    - srebrny medal w biegu na 10 000 m
    - brązowy medal w biegu na 5000 m

  - Łódź 1980
    - srebrny medal w biegu na 5000 m
    - brązowy medal w biegu na 10 000 m

  - Burzenin 1980 (przełaje)
    - srebrny medal w biegu przełajowym na 7 km

## Rekordy życiowe
- bieg na 3000 metrów
  - stadion – 7:55,60 (Spała 1978)
- bieg na 5000 metrów
  - stadion – 13:40,70 (Bydgoszcz 1977)
- bieg na 10 000 metrów
  - stadion – 28:45,51 (Poznań 1979)